# Spedizione Nimrod

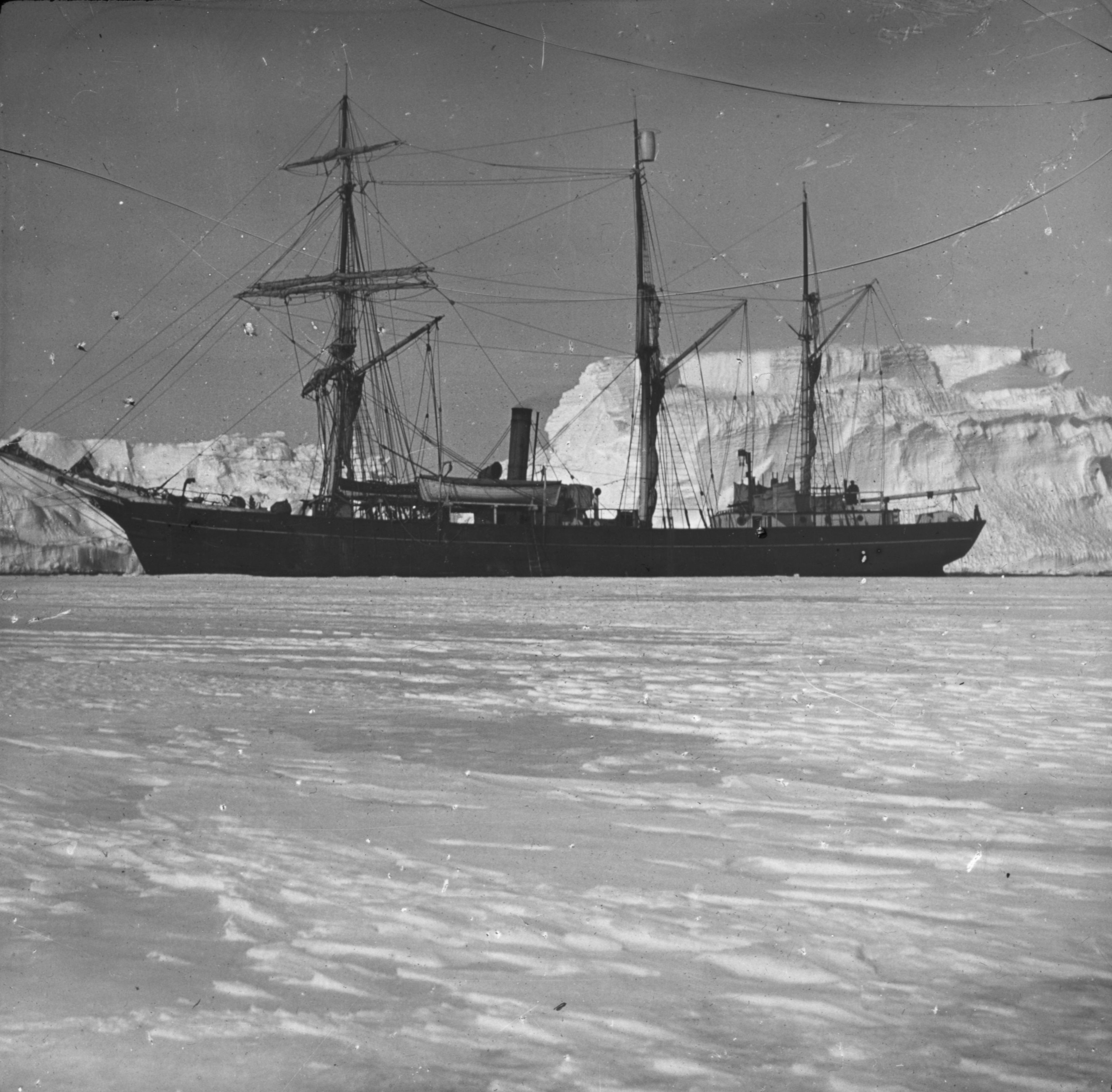
La Nimrod in Antartide

La spedizione Nimrod (in inglese Nimrod Expedition), conosciuta anche come spedizione antartica britannica 1907-09 (British Antarctic Expedition 1907-09), è stata una missione esplorativa delle regioni antartiche svoltasi tra gli anni 1907-09. Prima delle tre spedizioni antartiche comandate da Ernest Shackleton, venne finanziata con donazioni private e prestiti, senza un esplicito supporto governativo o istituzionale. Per la missione, Shackleton scelse un veliero di 40 anni con una stazza di 334 tonnellate, la Nimrod ed un equipaggio con poca esperienza di regioni polari.
Inizialmente la spedizione ebbe una risonanza mediatica assai minore della spedizione Discovery di Robert Falcon Scott di sei anni prima, ma l'interesse del pubblico britannico aumentò man mano che divennero noti i risultati raggiunti. Anche se il Polo Sud non venne conquistato, Shackleton riuscì a stabilire un nuovo Farthest South a 88°23′S, a meno di cento miglia geografiche dal Polo. Durante la spedizione un gruppo condotto dal geologo Edgeworth David raggiunse il Polo Sud Magnetico e venne scalato per la prima volta il monte Erebus, il vulcano attivo dell'isola di Ross.
Il gruppo scientifico portò a termine estese ricerche geologiche, zoologiche e meteorologiche. Il sistema logistico ideato da Shackleton, che includeva l'utilizzo combinato di pony della Mongolia, motoslitte e cani da slitta, era per l'epoca innovativo e, malgrado la sua scarsa efficacia, venne riproposto da Scott nella tragica spedizione Terra Nova.
Al ritorno, Shackleton sopravvisse allo scetticismo della Royal Geographical Society sulla validità delle sue conquiste e ricevette numerosi onori pubblici, incluso l'Ordine Reale Vittoriano concesso da re Edoardo VII. Shackleton riuscì a coprire le spese sostenute grazie a generose sovvenzioni governative, ricavando dalla spedizione anche un modesto profitto. Anche se nel giro di tre anni il Farthest South di Shackleton sarà superato prima da Roald Amundsen e poi da Scott, che raggiungeranno entrambi il Polo Sud, Amundsen scrisse al momento del suo trionfo «il nome di Sir Ernest Shackleton sarà per sempre scritto negli annali delle esplorazioni antartiche a lettere di fuoco».

## Preparativi

L'industriale scozzese William Beardmore, sponsor della missione

### La voglia di rivincita
Nel 1903 Ernest Shackleton, giovane ufficiale della spedizione antartica Discovery, venne fatto prematuramente rientrare in patria su ordine di Scott a seguito di un collasso fisico avvenuto durante una delle esplorazioni dirette verso il Polo Sud. Il verdetto di Scott fu che Shackleton «non dovrebbe rischiare ulteriori privazioni nel suo attuale stato di salute». Shackleton ne fu molto contrariato e considerò tale giudizio al pari di una grave offesa; al suo ritorno in Inghilterra era determinato a dimostrare a sé stesso ed agli altri le sue capacità, anche se si rivelerà molto incerto per quanto riguarda il suo futuro. Rifiutò la possibilità di tornare la stagione immediatamente successiva in Antartide a bordo della Terra Nova in aiuto della Discovery intrappolata tra i ghiacci e, dopo aver collaborato alla preparazione dell'Uruguay, non prese parte alla ricerca della dispersa spedizione antartica svedese di Otto Nordenskjöld. Negli anni successivi, pur continuando ad accarezzare sogni antartici, intraprese altre strade che lo portarono, nel 1906, ad essere addetto alle pubbliche relazioni del magnate dell'industria William Beardmore.
Secondo il biografo Roland Huntford, il racconto che Scott fece del collasso fisico di Shackleton nel libro The Voyage of the Discovery pubblicato nel 1905 scosse profondamente l'esploratore irlandese, che da quel momento decise di intraprendere una spedizione in Antartide per conto proprio ed iniziò una serrata ricerca di potenziali sponsor. I calcoli iniziali di Shackleton, rivelati da un documento del 1906 all'epoca non reso pubblico, stimavano il costo complessivo della spedizione in 17 000 sterline (equivalenti a circa 850 000 sterline del 2008), ma in questa fase Shackleton non aveva una copertura finanziaria, neanche parziale, per il progetto. Lo stallo continuò sino al 1907, quando il suo datore di lavoro, Beardmore, si offrì di fargli da garante per un prestito da 7 000 sterline. Forte di questo primo consenso, il 12 febbraio 1907 Shackleton si decise ad annunciare le sue intenzioni alle Royal Geographical Society.

### Il piano originale
Il già citato inedito piano iniziale di Shackleton prevedeva l'utilizzo delle strutture rimaste in Antartide dalla spedizione Discovery nell'area del canale McMurdo e da lì tentare di raggiungere il Polo Sud geografico e magnetico eseguendo nel contempo altre spedizioni geografiche e scientifiche minori. In questo piano è descritto anche il particolare accorgimento logistico pensato da Shackleton: l'utilizzo combinato di cani, pony e motoslitte. Sia i pony che le motoslitte non erano mai stati utilizzati in Antartide. Prima della presentazione del suo piano alla Royal Geographical Society nel febbraio 1907, Shackleton rivide la stima dei costi verso più realistiche 30 000 sterline (2008: £1,5 milioni). Contrariamente alle speranze dell'esploratore, la risposta della Society fu piuttosto fredda. Shackleton scoprì in seguito che i membri dell'associazione erano persuasi che Scott volesse intraprendere una nuova spedizione in Antartide e non avevano intenzione di prendere alcuna decisione definitiva senza il suo benestare.

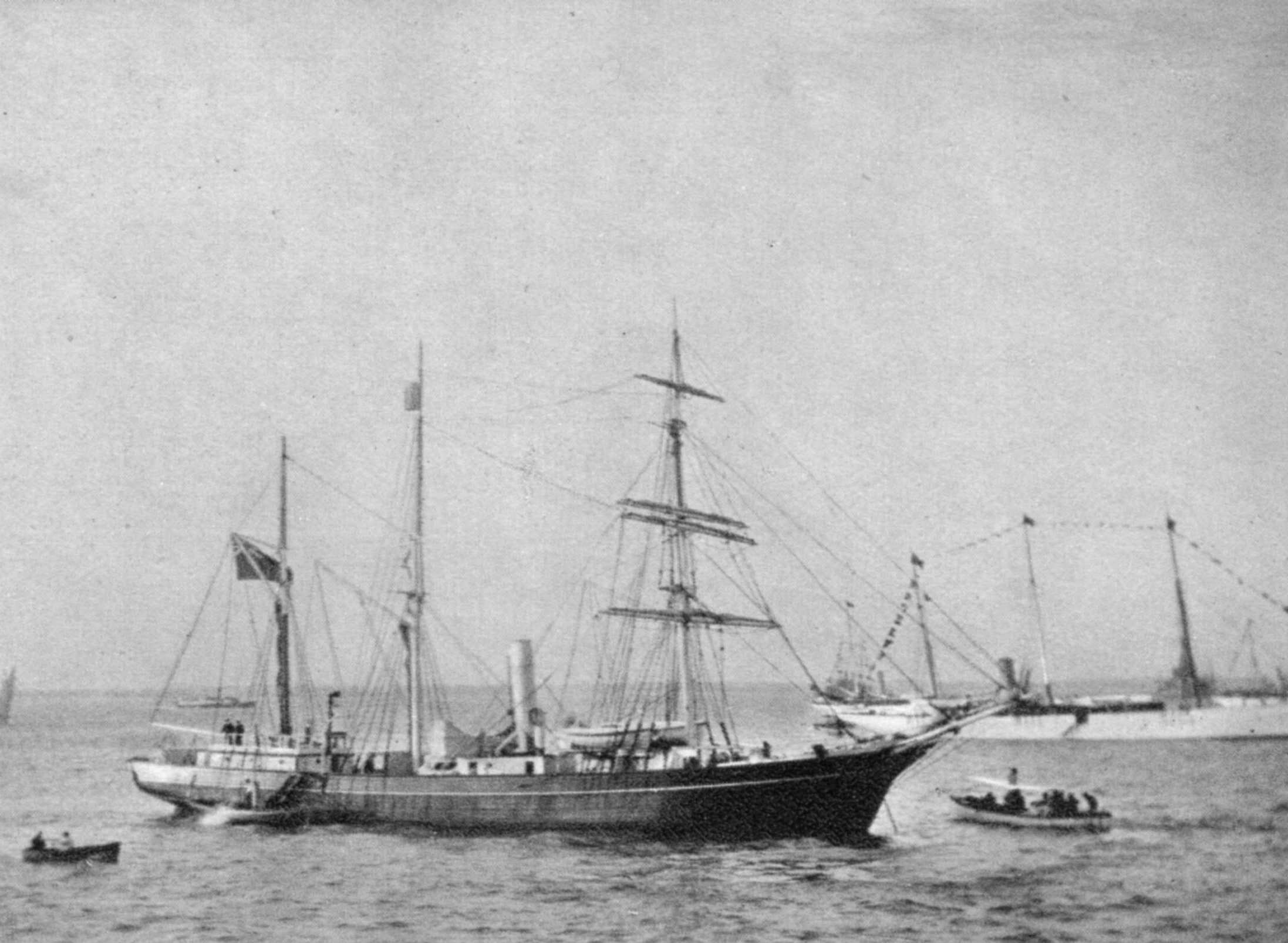
La Nimrod in partenza per l'Antartide

### LaNimrod
Shackelton voleva arrivare in Antartide nel gennaio 1908, e ciò imponeva di lasciare l'Inghilterra nell'estate 1907. Rimanevano dunque soltanto sei mesi per acquistare una nave, ottenere tutti gli equipaggiamenti e le provviste, reclutare l'equipaggio e, soprattutto, trovare i finanziamenti necessari che, al momento, non andavano oltre la garanzia concessa da Beardmore. Shackleton andò in Norvegia con l'intenzione di entrare in possesso del veliero polare Bjorn, che aveva caratteristiche che considerava ideali, ma il prezzo era oltre la sua portata. Shackleton si vide così costretto ad acquistare la più piccola e più vecchia Nimrod per 5 000 £ (2008: 250 000 £).
Shackleton fu scosso la prima volta che vide la Nimrod raggiungere Londra proveniente da Terranova nel giugno 1907. «Era così sporca e puzzolente di olio di foca e un'ispezione […] mostrò come avesse bisogno di una stuccatura e come i suoi alberi necessitassero di essere sostituiti». Comunque il lavoro dei cantieri inglesi le fece presto «assumere un aspetto più consono». Successivamente Shackleton scriverà di essere estremamente orgoglioso della sua piccola e robusta nave.

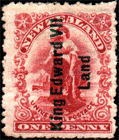
Un francobollo neozelandese sovrastampato da Shackleton in Antartide. Vi si può leggere Terra di re Edward VII.

### I finanziamenti
Ad inizio luglio 1907 Shackleton aveva già speso il denaro ottenuto mediante la garanzia di Beardmore ed era a corto di fondi per completare la riparazione della Nimrod. Verso la metà del mese entrò in contatto con Edward Guinness, della famiglia produttrice dell'omonima birra, che gli promise una garanzia per 2000 £ se Shackleton fosse riuscito a portare i fondi complessivamente raccolti almeno a 8000 £. Ci riuscì grazie ad una donazione di 2000 £ proveniente da Philip Brocklehurst, che si assicurò così un posto tra i membri della spedizione.
Un regalo dell'ultimo minuto di 4000 £ venne consegnato a Shackleton dal cugino William Bell. La spedizione era ancora a corto di finanziamenti per almeno 30 000 £, ma la Nimrod riuscì a salpare dopo una visita del re Edoardo VII e della regina Alessandra l'11 agosto 1907. Ulteriori 5000 £ furono donate a Shackleton dal governo australiano, mentre il governo neozelandese contribuì con 1000 £. Queste somme, insieme ad altri piccoli prestiti e contribuzioni private, consentirono a Shackleton di trovare le 30 000 £ necessarie, anche se i costi della spedizione alla fine lievitarono fino a 45 000 £..
Shackleton pensava di riuscire ad ottenere una grande quantità di denaro al ritorno dalla spedizione mediante la pubblicazione di un libro e cicli di conferenze. Sperava inoltre di poter vendere alcuni francobolli che aveva intenzione di sovrastampare in un ufficio postale in Antartide. Nessuna delle idee riuscì a portargli la ricchezza desiderata, ma l'ufficio postale, costruito a capo Royds, verrà utilizzato per la gestione della corrispondenza della missione.

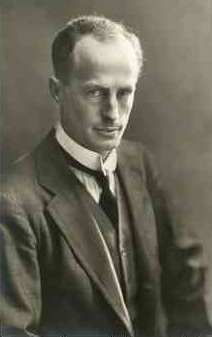
Douglas Mawson

### L'equipaggio
Nella speranza di riuscire a reclutare diversi uomini tra i veterani della spedizione Discovery, Shackleton offrì il posto di capo del team scientifico, nonché di suo vice, ad Edward Wilson, che però rifiutò adducendo come motivazione la sua attività con il Ministero dell'Agricoltura, Pesca e Cibo. A questo seguirono altri rifiuti da parte di Michael Barne, Reginald Skelton e George Mulock, il quale, finalmente, rivelò a Shackleton che gli ufficiali della Discovery si erano impegnati a partecipare alla prossima spedizione in Antartide con Scott. Tra gli uomini della Discovery, Shackleton riuscì infine ad arruolare soltanto Frank Wild ed Ernest Joyce.

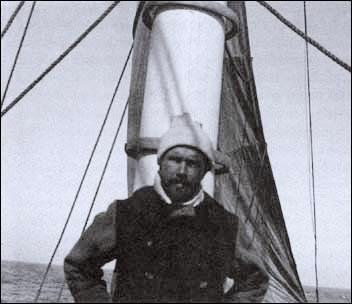
Æneas Mackintosh

Shackleton scelse come suo secondo Jameson Boyd Adams, un tenente della Royal Naval Reserve che aveva rifiutato un ruolo nella Royal Navy pur di partecipare alla spedizione, durante la quale operò anche come meteorologo. Anche il capitano della Nimrod era un ufficiale della riserva navale, Rupert England, mentre come primo ufficiale venne scelto John King Davis. Æneas Mackintosh, ufficiale della marina mercantile con la P & O ed imbarcato come secondo ufficiale, verrà poi impiegato da Shackleton per diverse operazioni sul continente. Furono destinati subito al continente i due medici Alistair Mackay e Eric Marshall, l'esperto di motori Bernard Day e Philip Brocklehurst, finanziatore della missione, che ricopriva il ruolo di assistente geologo.
Il piccolo team scientifico partito dall'Inghilterra venne rinforzato con due australiani: Tannatt William Edgeworth David, professore di geologia dell'università di Sydney e Douglas Mawson, docente di mineralogia all'università di Adelaide. Entrambi salirono sulla Nimrod con l'intenzione di raggiungere l'Antartide e di tornare immediatamente indietro, ma vennero persuasi ad unirsi alla missione portando un contributo determinante agli obiettivi scientifici. David fu inoltre influente nel consentire alla missione di ricevere un aiuto finanziario da parte del governo australiano di 5 000 £.

### La promessa a Scott
L'annuncio di Shackleton del febbraio 1907 che avrebbe utilizzato per la sua missione i vecchi edifici lasciati in Antartide dalla spedizione Discovery suscitò l'immediata reazione di Scott, che scrisse per reclamare i propri diritti sul canale McMurdo: «Credo di avere una sorta di prelazione nella mia area di lavoro». Aggiunse inoltre «... chiunque ha avuto a che fare con l'esplorazione riconoscerà quella regione come sostanzialmente di mia competenza» e concluse ricordando a Shackleton i suoi doveri di lealtà nei confronti del suo vecchio comandante.

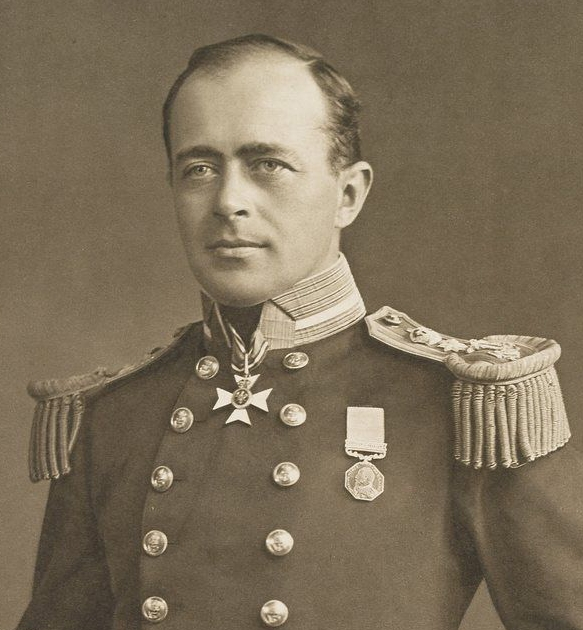
Robert Falcon Scott

La prima risposta di Shackleton apparve accomodante: «Ho intenzione di tenere in considerazione la tua opinione il più possibile in modo da non arrivare ad una posizione per me insostenibile». Tuttavia Edward Wilson, coinvolto da Shackleton come mediatore, apparve addirittura più drastico di Scott e scrisse: «Credo che dovresti abbandonare il canale McMurdo», consigliando a Shackleton di non prendere in considerazione l'idea di esplorare l'intera area del mare di Ross finché Scott non avesse deciso «quali limiti porre ai suoi diritti». Era decisamente troppo per Shackleton, che replicò: «Nella mia mente non vi è dubbio che i suoi diritti siano decaduti nel momento in cui li reclama [...] credo di aver raggiunto il limite, e non ho intenzione di andare oltre».

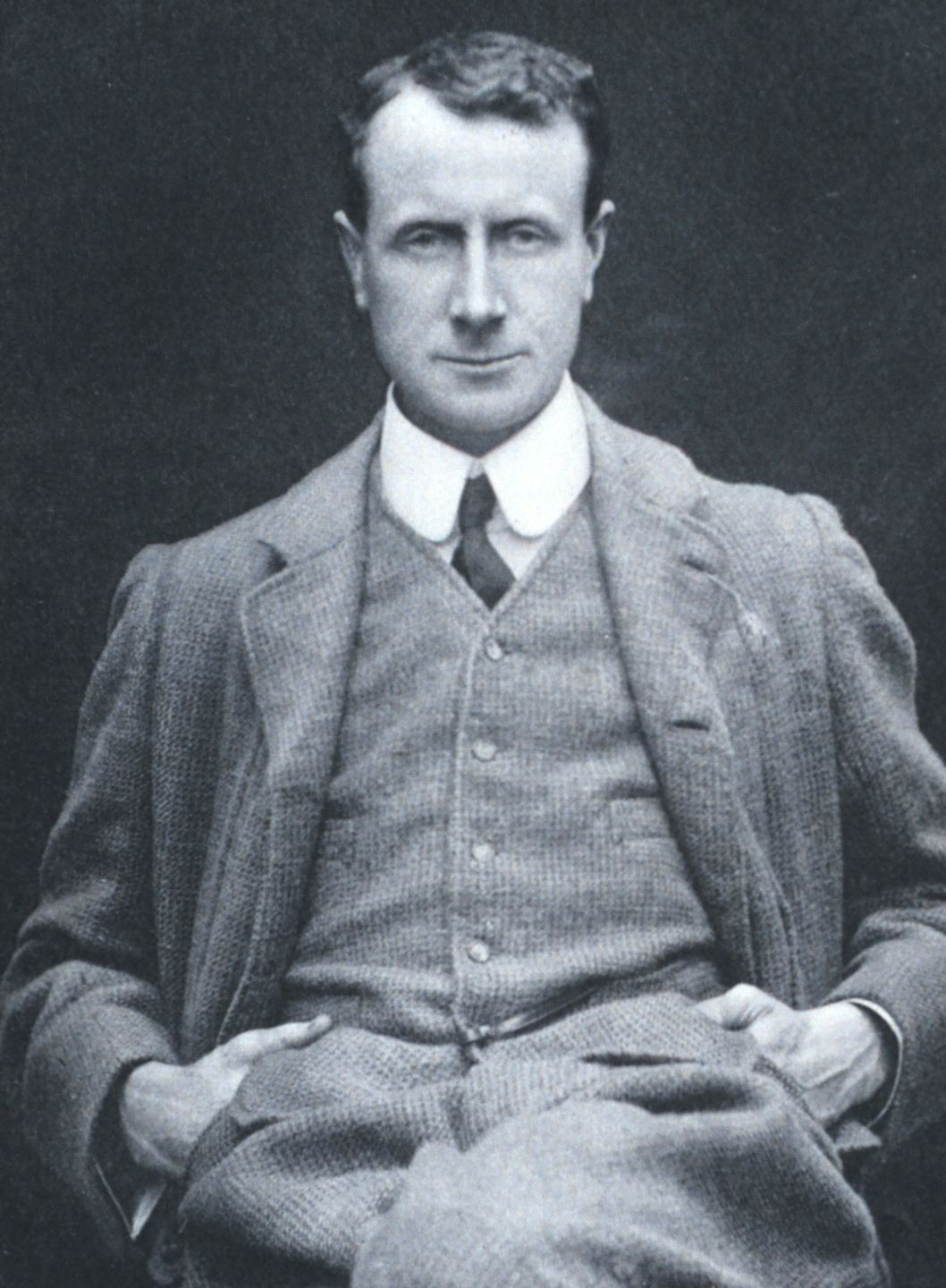
Edward Wilson

La questione era ancora irrisolta quando Scott tornò da un servizio in mare nel maggio 1907. Scott premeva per una linea di demarcazione posta a 170°W— tutto il territorio ad ovest di tale meridiano, inclusa l'isola di Ross, il canale McMurdo, la terra della regina Victoria era di sua esclusiva competenza. Shackleton, impegnato nei preparativi per la partenza, si sentì obbligato ad accettare. Il 17 maggio firmò una dichiarazione che iniziava con «Ti lascio la base del canale McMurdo» e proseguiva dicendo che avrebbe esplorato aree più orientali, come l'interno della barriera di Ross (all'epoca conosciuta semplicemente come la Barriera) o la Terra di re Edward VII, senza neanche tentare un approdo nella Terra della regina Vittoria. Era una completa capitolazione a Scott ed a Wilson e sottintendeva la rinuncia a raggiungere il Polo Sud Magnetico, localizzato nella Terra della regina Vittoria. Citando lo storico Beau Riffenburgh, era «una promessa che eticamente non sarebbe mai dovuta esser richiesta e che non sarebbe mai dovuta esser concessa, poiché impattava la sicurezza stessa della spedizione di Shackleton»
Nel suo resoconto della spedizione Shackleton non riporta la promessa fatta a Scott. L'unico cenno può esser trovato nell'appunto «prima che lasciassimo l'Inghilterra avevo deciso che, se possibile, avrei stabilito la base nella terra di re Edward VII invece che nel [...] canale McMurdo».

## In Antartide

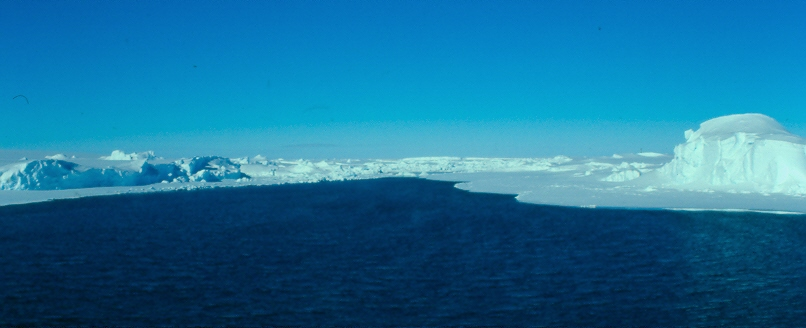
Baia delle Balene. L'area dove Shackleton sperava di poter costruire il campo base era stata modificata dai movimenti della banchisa

### Il viaggio
La Nimrod lascia la Gran Bretagna nell'agosto 1907 senza Shackleton e diversi altri membri della spedizione, che la raggiungeranno successivamente in Nuova Zelanda con un'imbarcazione più veloce. La nave viene rifornita di provviste e, con pieno equipaggio, il 1º gennaio 1908 è pronta per lasciare il porto di Lyttelton. In base ad accordi intercorsi tra Shackleton ed il governo di Wellington, la nave sarà rimorchiata sino al circolo polare antartico (per una distanza di circa 2 750 chilometri) al fine di risparmiare carburante: i costi per tale operazione sono suddivisi tra il governo neozelandese e la Union Steam Ship Company. Il 14 gennaio le navi incontrano i primi iceberg: da ora in avanti la Nimrod procederà da sola. Sospinta dai venti e dal suo motore a vapore, la nave fa rotta verso sud, cercando un percorso attraverso la banchisa per l'interno della barriera di Ross, verso un'insenatura dove sei anni prima la Discovery si era fermata brevemente per permettere a Scott ed a Shackleton di effettuare alcuni voli su una rudimentale mongolfiera.
La Barriera viene avvistata il 23 gennaio, ma l'insenatura è scomparsa. Shackleton si accorge che la morfologia costiera è significativamente cambiata negli anni trascorsi e che la sezione di ghiaccio galleggiante che comprendeva l'ingresso alla baia che cercava si è spostata dalla sua posizione originaria ed ha formato una nuova insenatura: baia delle balene. Shackleton, che non vuole correre il rischio di trascorrere l'inverno sulla superficie della banchisa con il pericolo continuo di movimenti e fratture del ghiaccio sceglie di far rotta verso la terra di re Edward VII. Dopo numerosi tentativi di sbarco, tutti falliti a causa del rapido movimento dei ghiacci che rischiano addirittura di intrappolare la Nimrod, Shackleton è costretto a desistere. Con la sola alternativa di fallire tutti gli obiettivi della missione rientrando anzitempo in Nuova Zelanda, Shackleton decide di rompere la promessa fatta a Scott ed il 25 gennaio ordina di dirigersi verso il canale McMurdo.

### Capo Royds

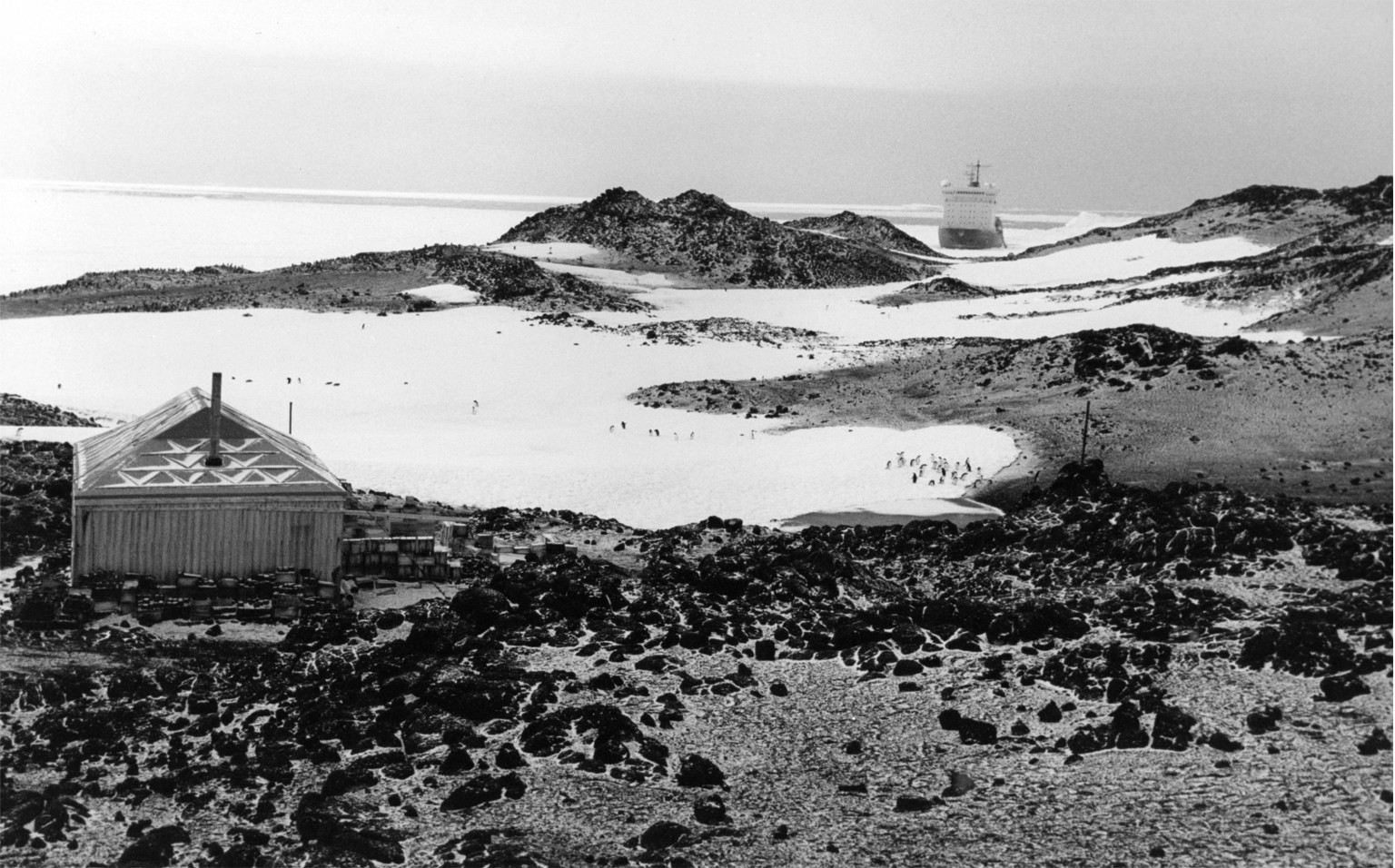
Una moderna fotografia del rifugio di Shackleton a capo Royds

#### La costruzione della base
Arrivati nel canale McMurdo in vista dell'isola di Ross il 29 gennaio 1908, i tentativi della Nimrod di raggiungere la vecchia base della spedizione Discovery ad Hut Point sono vanificati dal mare ghiacciato. Shackleton preferisce aspettare alcuni giorni, nella speranza che il ghiaccio si spezzi. Durante questo periodo, il secondo ufficiale Æneas Mackintosh ha un incidente e perde l'occhio destro. Dopo un'operazione di emergenza effettuata da Mackay e Marshall, Mackintosh è costretto a rinunciare ai suoi compiti esplorativi nel continente ed a far ritorno in Nuova Zelanda per curarsi. Per l'anno successivo sarà sufficientemente ristabilito da poter far ritorno in Antartide con la Nimrod e recuperare i compagni.
Il 3 febbraio Shackleton si accorge che non può attendere oltre e decide di stabilire il campo base nel primo approdo disponibile: capo Royds. Le alte colline vulcaniche proteggono la baia dai forti venti della zona e le riserve di acqua dolce sono assicurate da alcuni stagni nelle vicinanze. La regione è anche area di nidificazione di pinguini di Adelia che possono soddisfare i bisogni di carne della spedizione. La stessa sera la nave è ormeggiata e viene scelto il luogo dove montare il rifugio prefabbricato: il luogo prescelto è a 20 miglia (32 km) più a nord rispetto ad Hut Point. Tale distanza dovrà ovviamente essere percorsa durante la marcia polare della stagione successiva.

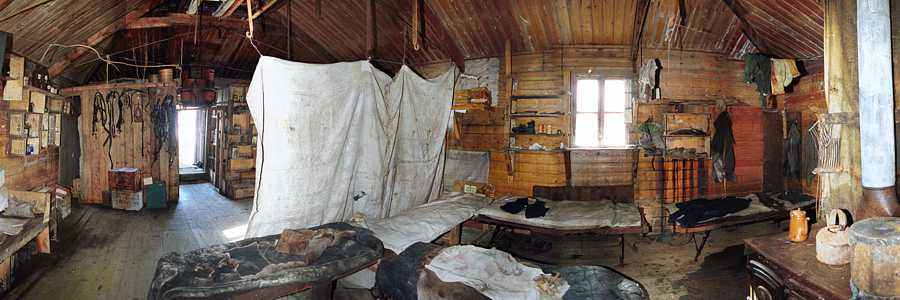
L'interno del rifugio Nimrod a capo Royds

I giorni seguenti sono dedicati allo sbarco degli equipaggiamenti e delle provviste. Le operazioni sono rallentate dalle avverse condizioni meteorologiche e dalla prudenza del comandante della Nimrod, Rupert England, che spesso fa salpare la nave per portarla fuori dalla baia e tenerla al largo finché non giudica le condizioni dei ghiacci e dell'area di sbarco sicure. Le due settimane successive diventano una continua battaglia tra il capitano e Shackleton che, ad un certo punto, arriva a domandare ad England di scendere a terra, in quanto malato. Il capitano però rifiuta e lo sbarco, che continua ad essere "una difficile battaglia negoziale", viene completato soltanto il 22 febbraio. Il 23 la Nimrod salpa verso la Nuova Zelanda con England ignaro del fatto che l'ingegnere di bordo, Harry Dunlop, porti con sé una lettera di Shackleton che domanda al suo agente in Nuova Zelanda di trovare un nuovo capitano per la nave per il viaggio di recupero dell'estate successiva.

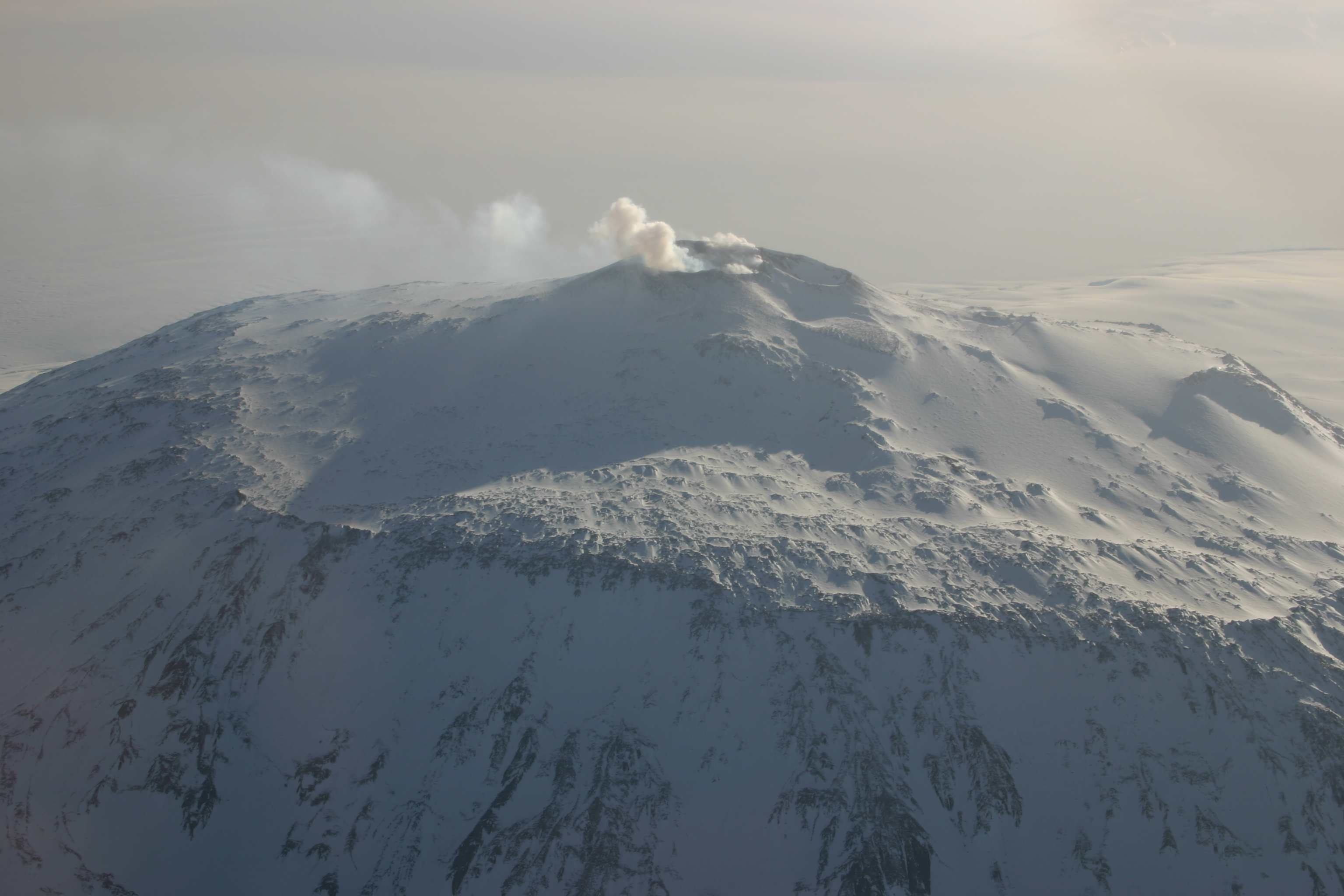
Il monte Erebus sull'isola di Ross, scalato per la prima volta nel 1908 da un gruppo condotto da Edgeworth David

#### La scalata del monte Erebus
Dopo la partenza della Nimrod i ghiacci marini che avevano impedito all'imbarcazione di procedere più a sud iniziano ad espandersi, impedendo al gruppo il raggiungimento della barriera di Ross e rendendo quindi impossibili le programmate attività di esplorazione in slitta e costruzione di depositi. Shackleton decide allora di dare un nuovo obiettivo alla missione: la scalata del monte Erebus.
Il vulcano, alto 12 450 piedi (3 795 m) era ancora inviolato. Soltanto un gruppo della spedizione Discovery (che includeva tra gli altri Frank Wild e Ernest Joyce) si era spinto sino alle sue pendici nel 1904, ma non era salito oltre i 3 000 piedi (914 m). Né Wild né Joyce facevano parte del gruppo incaricato da Shackleton di scalare montagna che preferì assegnare il compito a Edgeworth David, Douglas Mawson e Alistair Mackay, con il supporto di Eric Marshall, Jameson Adams e Philip Brocklehurst.
La missione ha inizio il 5 marzo. Il 7 il gruppo principale e quello di supporto si riuniscono a circa 5 500 piedi (1 676 m) ed avanzano insieme verso la vetta. Il giorno seguente sono costretti a fermarsi, a causa di una tempesta di neve, ma il 9 proseguono nella spedizione. Nella tarda giornata la cima del cratere principale (il più basso), è raggiunta. Brocklehurst inizia a soffrire un principio di congelamento ai piedi ed è costretto a rimanere nella tenda mentre gli altri proseguono verso il più elevato cratere attivo che raggiungono in quattro ore. Dopo aver condotto diversi esperimenti meteorologici ed aver raccolto numerosi campioni geologici iniziano la discesa, che si rivela rapida grazie alla possibilità di utilizzare le slitte lungo i pendii innevati. Il gruppo fa ritorno a capo Royds, "quasi morto" secondo quanto annotato da Marshall, l'11 marzo.

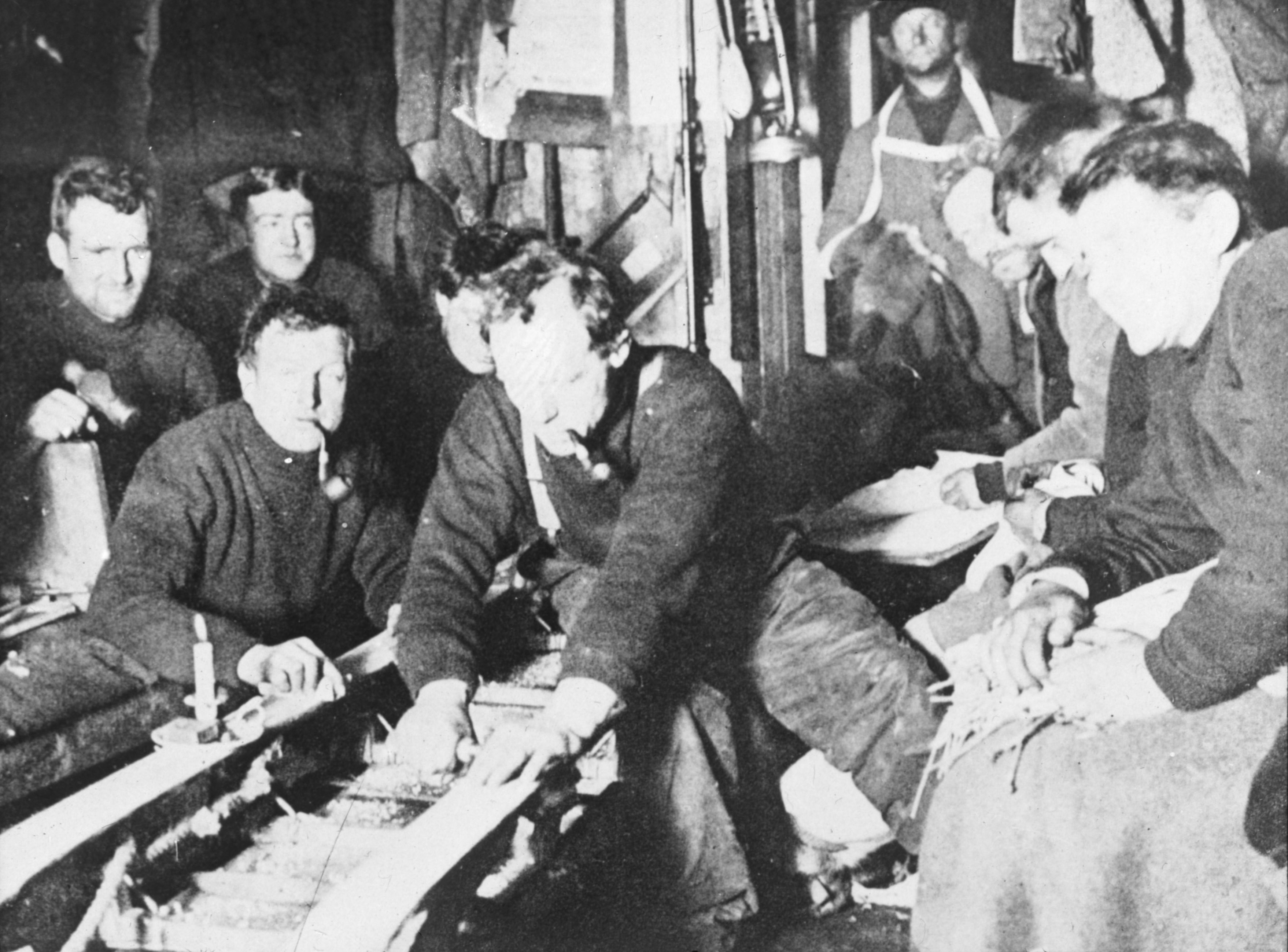
La preparazione delle slitte nel rifugio di capo Royds

#### L'inverno 1908
Il rifugio, un prefabbricato delle dimensioni di 33 x 19 piedi (10 m x 5.8 m), viene completato entro la fine di febbraio, composto da una serie di cubicoli per due persone, con un'area cucina in comune, una camera oscura, un magazzino ed uno spazio adibito a laboratorio. I pony vennero alloggiati in una stalla costruita sul lato più riparato del rifugio, mentre i cani furono invece collocati nei pressi del portico. La leadership di Shackleton, a differenza di quella di Scott, non prevedeva una demarcazione tra "ufficiali" e "truppa" e tutti gli uomini vivevano e mangiavano assieme. Il morale è alto e l'assistente geologo Philip Brocklehurst annota che Shackleton "aveva la capacità di trattare ciascun membro della spedizione e di farlo sentire prezioso"
Nei lunghi mesi del buio invernale, Joyce e Wild stampano diverse copie del libro della spedizione, l'Aurora Australis, che rilegano utilizzando del materiale da imballaggio: è il primo libro dell'Antartide. La più importante attività dell'inverno è comunque la preparazione delle spedizioni programmate per la stagione seguente, che includono il raggiungimento sia del Polo Sud che del Polo Sud Magnetico, quest'ultimo reintrodotto tra gli obiettivi grazie allo spostamento della base nel canale McMurdo. I piani per il Polo Sud subiscono però un duro colpo quando quattro degli otto pony della spedizione muoiono principalmente per aver ingerito sabbia vulcanica ad alto contenuto salino.

### IlNorthern Party
Nel settembre 1908, mentre erano in corso i preparativi per la spedizione al Polo Sud, Shackleton dà istruzioni a Edgeworth David di comandare un gruppo settentrionale (in inglese Northern Party) per effettuare esplorazioni magnetiche e geologiche nella terra della regina Victoria in particolare nella regione delle valli secche McMurdo. L'obiettivo principale della spedizione è comunque il raggiungimento del Polo Sud Magnetico con l'innalzamento della bandiera del Regno Unito e la rivendicazione della terra della regina Victoria a favore dell'Impero.

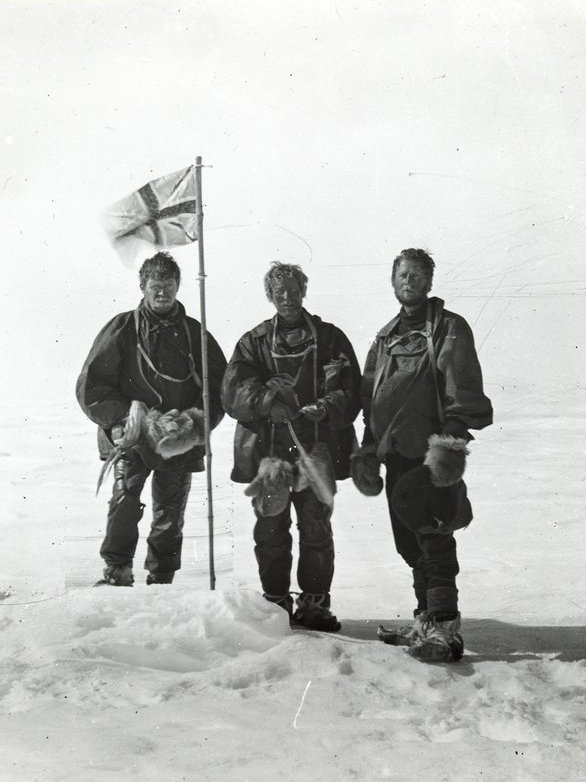
Il Northern Party al Polo Sud Magnetico il 17 gennaio 1909.
Da sinistra a destra: Mackay, David e Mawson

Oltre a David formano il gruppo Douglas Mawson e Alistair Mackay. I tre si dovranno muovere senza l'ausilio dei pony riservati alla spedizione al Polo Sud di Shackleton e dei cani che rimarranno alla base per rifornire i depositi lungo la Barriera ed altri lavori di routine, ma, dopo alcuni giorni di preparazione, saranno accompagnati per qualche chilometro dalla motoslitta di Bernard Day.
Il mare in tempesta e le avverse condizioni meteorologiche rendono l'avanzamento particolarmente gravoso. A fine ottobre il gruppo ha percorso soltanto 60 miglia (97 km) lungo la frastagliata costa della terra della regina Victoria. David decide quindi di abbandonare tutti gli obiettivi tranne il raggiungimento del Polo Sud Magnetico. I tre impiegano tutto il mese seguente ed oltre per raggiungere ed attraversare le lingue glaciali Nordenskjold e Drygalski prima di riuscire a dirigersi a nord-ovest, verso la presunta posizione del Polo. Durante il percorso David rischia di cadere in un crepaccio, ma viene salvato da Mawson.
La strada per l'altopiano interno si snoda per un labirintico ghiacciaio (successivamente battezzato ghiacciaio Reeves). Il 27 dicembre i tre riescono a calpestare una solida superficie nevosa che consente al gruppo di procedere con maggior rapidità, a circa 10 miglia (16 km) al giorno. David fa osservazioni magnetiche quotidiane ed il 16 gennaio capisce di trovarsi a circa 13 miglia (21 km) dal Polo Sud Magnetico. Il giorno successivo, il 17 gennaio 1909, i tre raggiungono l'obiettivo a 72°25′S 155°16′E, ad una altitudine di 7 260 piedi (2 213 m). Seguendo le istruzioni, David prende possesso dell'area in nome dell'Impero Britannico.
Esausti e con scarse razioni, gli uomini si preparano ad affrontare il viaggio di ritorno di 250 miglia (402 km) con soli 15 giorni di tempo prima dell'appuntamento programmato sulla costa con la Nimrod che ha l'incarico di recuperarli. Nonostante la crescente stanchezza fisica, il Northern Party riesce a mantenere una buona andatura sino al 31 gennaio, quando David sceglie un percorso sbagliato che porta il gruppo a 16 miglia (26 km) dal punto di recupero. Il cattivo tempo crea ulteriori rallentamenti e la costa non è raggiunta sino al 2 febbraio. Durante la notte, in una fitta tempesta di neve, la Nimrod naviga al largo dell'accampamento, ma non riesce ad scorgerlo. Due giorni dopo, comunque, la Nimrod torna di nuovo a sud ed il Northern Party viene individuato. Nella fretta di raggiungere la nave, Mawson cade in un crepaccio profondo 18 piedi (5 m), ma senza gravi conseguenze. 
Prima del recupero del Northern Party, la Nimrod si era fermata per caricare un altro gruppo formato da Priestley, Brocklehurst e Armytage che aveva svolto alcune ricerche geologiche nell'area del ghiacciaio Ferrar.

### La marcia verso il Polo Sud

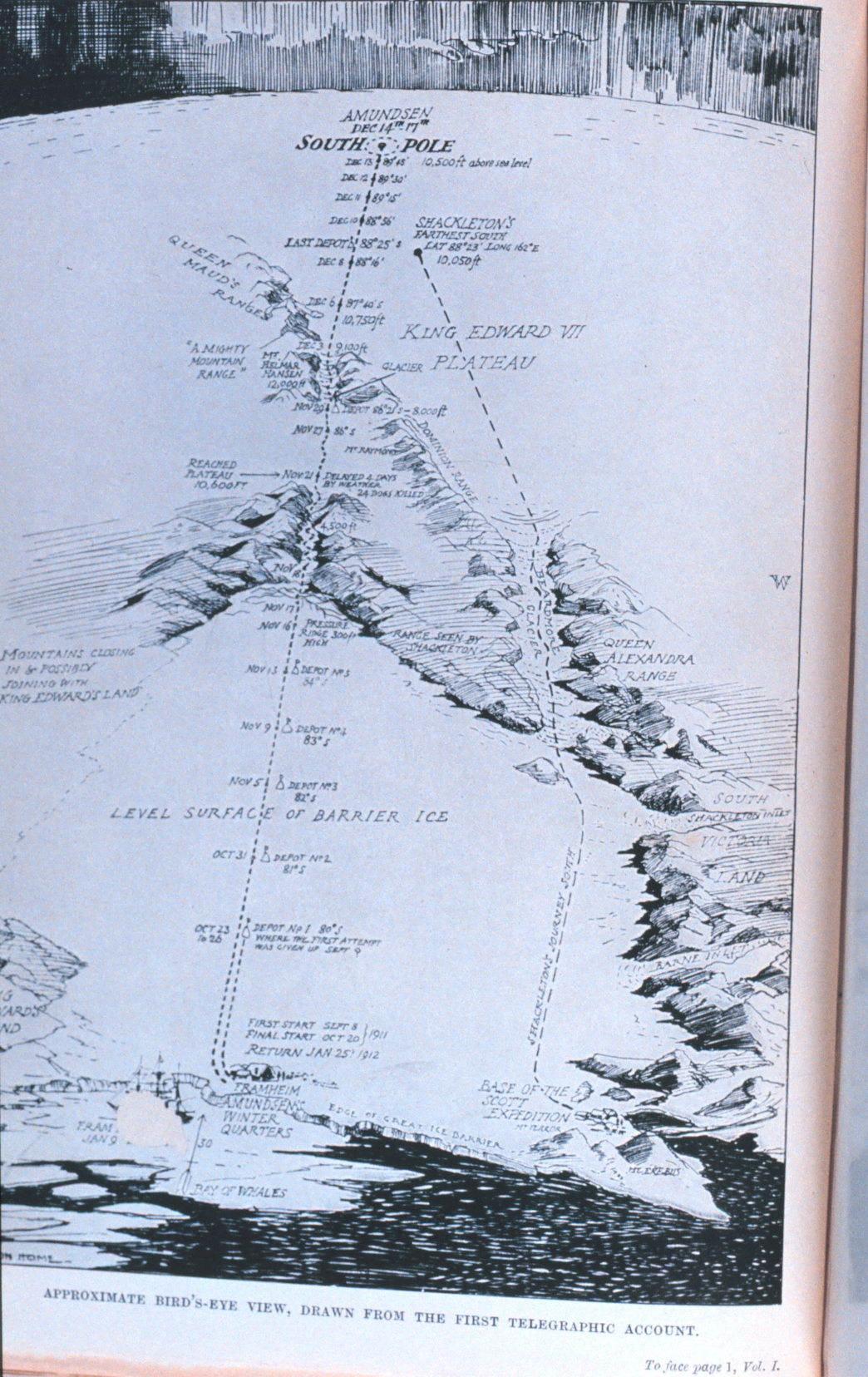
Sulla destra, il percorso che ha portato Shackleton a 88°23'S nel 1909. Sulla sinistra, la marcia di Amundsen verso il Polo Sud del 1911

#### Lungo la Barriera di Ross

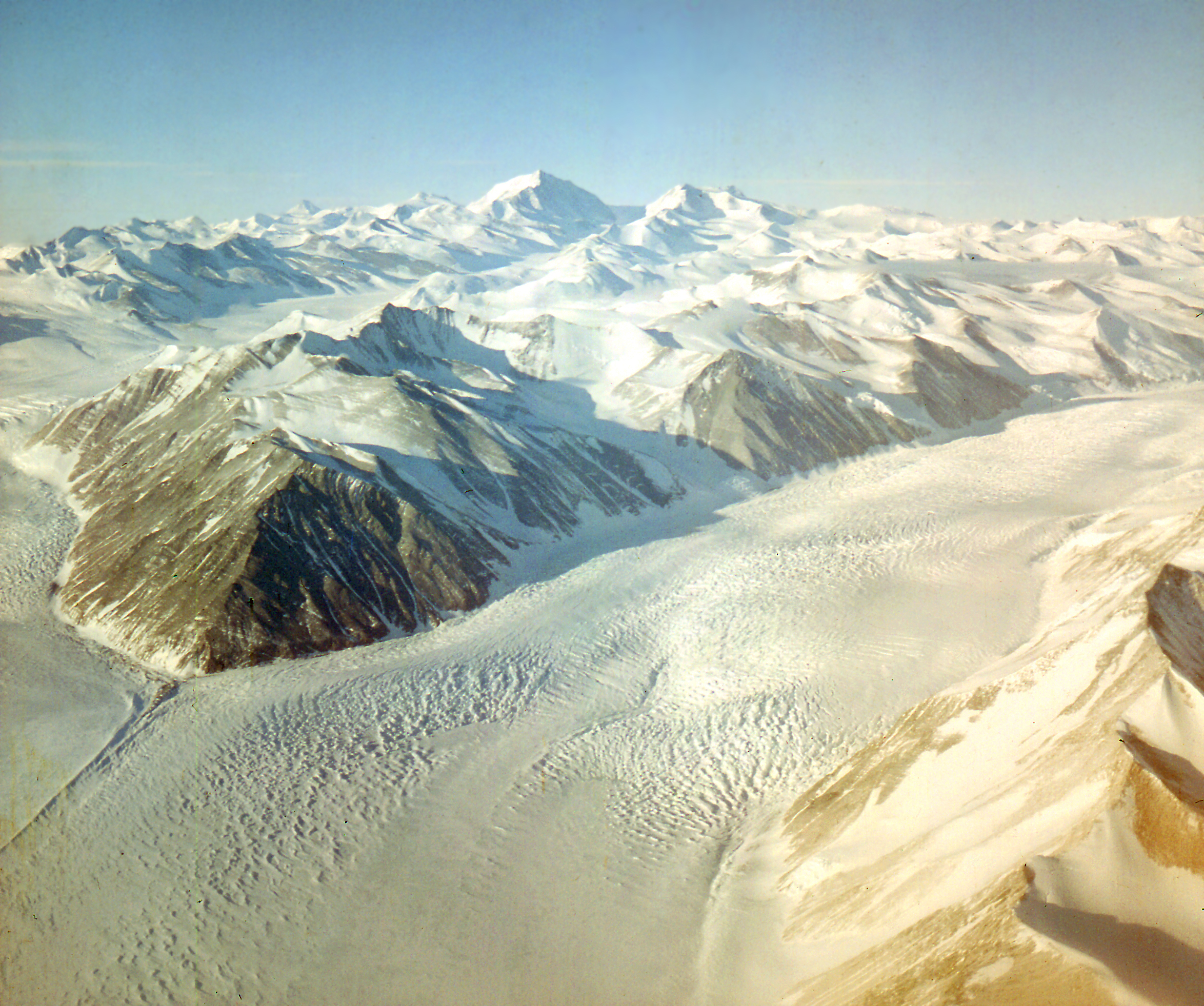
Il ghiacciaio Beardmore, scoperto da Shackleton il 3 dicembre 1908

Per la spedizione più importante diretta al Polo Sud, Shackleton decide di farsi accompagnare da Marshall, Adams e da Wild. Joyce, la cui esperienza polare era seconda solo a quella di Wild, venne scartato a seguito di un esame medico svolto da Marshall, che sollevò alcuni dubbi sulle sue condizioni fisiche. La scelta di Shackleton di creare un gruppo di quattro uomini venne determinata essenzialmente dal numero dei pony superstiti: dopo l'esperienza maturata durante la spedizione Discovery, l'esploratore riteneva i pony più adatti alle lunghe marce in regioni polari dei cani da slitta, mentre la motoslitta, che poteva procedere egregiamente lungo la superficie della Barriera, non venne considerata per la spedizione sino al Polo perché ritenuta inidonea all'utilizzo nello sconnesso terreno del continente.
La marcia ha inizio il 29 ottobre 1908. Shackleton aveva calcolato la distanza complessiva del viaggio sino al Polo in 1 718 miglia (2 765 km): il suo piano iniziale prevedeva 91 giorni di spedizione ed una distanza media giornaliera da percorrere di 19 miglia (31 km). Dopo una partenza difficoltosa dovuta ad una combinazione di avverse condizioni meteorologiche ed azzoppature dei cavalli, Shackleton riduce la distanza da percorrere giornalmente in 15 miglia (24 km) allungando conseguentemente la durata della spedizione in 110 giorni. Tra il 9 ed il 21 novembre il gruppo riesce a compiere dei buoni progressi, ma i pony si trovano in difficoltà lungo la Barriera ed il primo animale deve essere ucciso quando il gruppo arriva a 81°S. Il 26 novembre viene raggiunto il Farthest South a 82°17′ stabilito da Scott nel dicembre 1902. Al gruppo di Shackleton sono serviti solo 29 giorni contro i 59 utilizzati da Scott grazie ad un percorso considerevolmente più ad est che ha permesso loro di evitare molti delle asperità della superficie della Barriera incontrate da Scott.

#### Il ghiacciaio Beardmore
Il gruppo si muove ora in un territorio completamente inesplorato. La superficie della Barriera si fa più irregolare e sono frequenti le rotture. Altri due pony soccombono per la fatica. Shackleton nota una lunga catena montuosa che da occidente chiude ogni passaggio verso l'interno e continua ad estendersi in direzione sud. L'attenzione del gruppo viene catturata da «un brillante barlume di luce» che si staglia nel cielo sopra di loro. La ragione di tale fenomeno si palesa il 3 dicembre: dopo aver scalato le pendici della catena montuosa il gruppo vede davanti a sé «una strada aperta verso sud, [...] un grande ghiacciaio, che corre quasi dritto da sud a nord lungo due grandi catene montuose». Il riflesso del sole sulla superficie del ghiacciaio aveva provocato il fenomeno di Ice Blink precedentemente osservato. Successivamente Shackleton intitolerà il ghiacciaio scoperto a William Beardmore, il maggior sponsor della missione.
Il viaggio lungo la superficie del ghiacciaio si rivela complesso, specialmente per Socks, il pony superstite, che ha grandi difficoltà nell'avanzare. Il 7 dicembre Socks precipita in un profondo crepaccio, quasi trascinando con sé Wild. Fortunatamente per la spedizione l'imbracatura del pony si rompe prima della caduta e la sorte di Socks non tocca anche alla slitta contenente le preziose provviste. Da questo punto in avanti gli uomini devono trascinare da soli tutti i rifornimenti e le attrezzature.
Lo stress fa emergere antagonismi personali. Wild si augura privatamente che Marshall «cada in un burrone, profondo almeno mille piedi» mentre Marshall scrive che seguire Shackleton in questa avventura è «come seguire una vecchia. Che va in panico per un nonnulla». Nonostante tutto, il giorno di Natale viene festeggiato con crème de menthe e sigari a 85°51′S, ancora a 290 miglia (467 km) dalla meta. Il gruppo trasporta ora circa un mese di provviste, mentre quanto necessario per il viaggio di ritorno è stato lasciato in alcuni depositi lungo il cammino. Non potevano raggiungere il Polo e tornare con così poco cibo, ma Shackleton non era ancora pronto ad ammettere che il Polo era oltre le loro possibilità e decide di proseguire razionando ulteriormente le provviste e lasciando indietro tutto l'equipaggiamento non indispensabile.

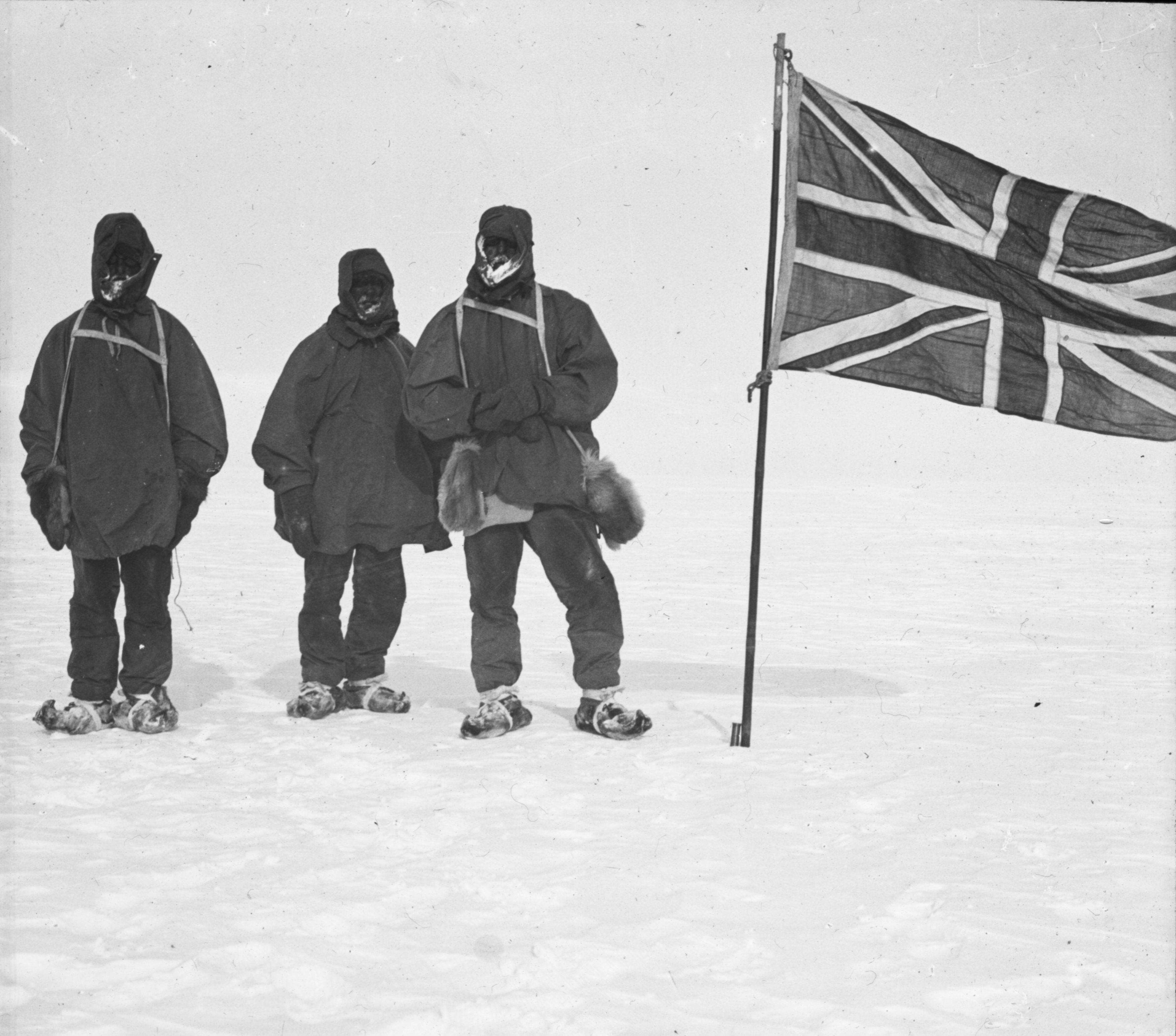
Marshall, Wild e Shackleton stabiliscono un nuovo Farthest South a 88°23'S.
9 gennaio 1909. La foto è stata scattata da Adams

#### IlFarthest South
Il 26 dicembre il ghiacciaio Beardmore viene superato ed inizia la marcia lungo il plateau antartico. Le condizioni non migliorano. Shackleton descrive il 31 dicembre come il giorno più duro che abbiamo avuto mentre il giorno seguente annota che, avendo raggiunto gli 87°6′50″S è la persona che si è più avvicinata ad uno dei poli terrestri. Lo stesso giorno Wild osserva che «se solo avessimo Joyce e Marston con noi invece di quelle due larve mendicanti [Marshall e Adams] ce la faremmo facilmente [a raggiungere il Polo]».
Il 4 gennaio Shackleton finalmente ammette la sconfitta e corregge l'obiettivo in un simbolico avvicinarsi a meno di 100 miglia geografiche (116 miglia terrestri, 187 km) dal Polo. Il gruppo continua ad avanzare, ai limiti della sopravvivenza sino al 9 gennaio 1909, quando, dopo un'ultima breve marcia effettuata senza slitte ed altri equipaggiamenti, la spedizione si arresta. Abbiamo ucciso il nostro orgoglio, scrive Shackleton, ed il risultato è 88°23′S. Sono a 97 miglia geografiche dal Polo Sud. Shackleton fa sventolare la bandiera del Regno Unito ed intitola il plateau antartico a re Edoardo VII.

#### Il viaggio di ritorno
Il gruppo inizia il viaggio di ritorno dopo 73 giorni di spedizione. Le razioni erano state ridotte diverse volte per estendere la durata della missione dagli iniziali 110 giorni. L'obiettivo di Shackleton ora è di far ritorno ad Hut Point per il primo di marzo, giorno sino al quale, in base ai precedenti ordini, la Nimrod avrebbe atteso il gruppo del Polo Sud prima di far ritorno in Nuova Zelanda.

Il percorso del gruppo di Shackleton verso il Polo Sud

Anche se gli uomini sono dei «relitti umani» riescono a procedere a marce forzate percorrendo 22,5 miglia (36 km) il 17 gennaio, 26 miglia (42 km) il 18 e 29 miglia (47 km) il 19. Il giorno seguente raggiungono la sommità del ghiacciaio Beardmore e ne iniziano la discesa che durerà 5 giorni (per l'ascesa erano serviti 12) da trascorrere a razioni dimezzate dato che il deposito con i rifornimenti si trova al termine del ghiacciaio. Ora la maggior preoccupazione sono le condizioni di Shackleton anche se, secondo Adams «peggio si sentiva, più spingeva».
Il deposito viene raggiunto il 28 gennaio. Wild, affetto da dissenteria, non riesce a mangiare nient'altro che biscotti, le cui scorte sono limitate. Il 31 gennaio Shackleton dà la propria razione di biscotti a Wild, un gesto che porta Wild a scrivere «PER DIO, non lo dimenticherò mai. Migliaia di sterline non sarebbero servite a comprare quel singolo biscotto». Alcuni giorni dopo il resto del gruppo viene colpito da una violenta enterite come conseguenza della carne di pony avariata mangiata, ma non c'è possibilità di rallentare la marcia: le poche provviste trasportabili da un deposito all'altro possono rendere ogni ritardo fatale. Un fortunato forte vento che soffia dalle loro spalle permette a Shackleton ed ai suoi uomini di montare una vela e di mantenere un'andatura sostenuta.

#### La corsa verso laNimrod
«Siamo così magri che le nostre ossa ci fanno male quando ci appoggiamo alla neve dura» scrive Shackleton. Dal 18 febbraio gli uomini iniziano a riconoscere luoghi familiari ed il 23 arrivano a Bluff Depot che con loro grande sollievo è stato generosamente rifornito da Ernest Joyce. Le leccornie lasciate oltre alle normali razioni sono annotate da Shackleton: «prugne, uova, dolci, budino di prugne, pan di zenzero e frutta candita». Wild commenta invece con un laconico «caro, vecchio Joyce».

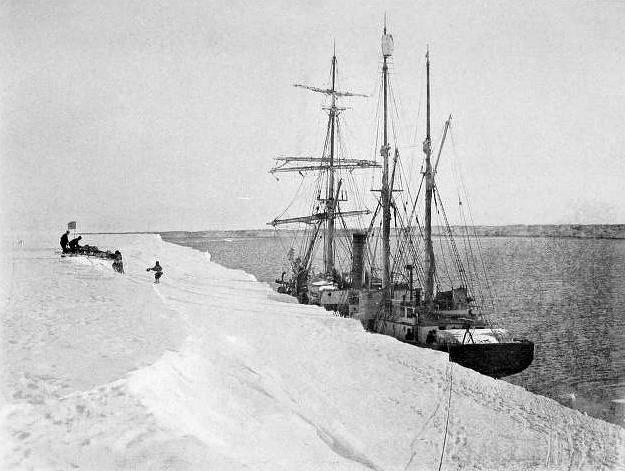
La Nimrod in Antartide

Le preoccupazioni per il cibo sono ora risolte, ma il gruppo deve ancora arrivare ad Hut Point prima del primo marzo. L'avanzamento è ostacolato da un violento blizzard che costringe gli uomini in tenda per 24 ore. Il 27 febbraio sono a 33 miglia (53 km) dalla salvezza. Marshall collassa. Shackleton decide di affrettarsi verso l'isola di Ross con Wild, nella speranza di trovare la Nimrod e di poter organizzare un gruppo di recupero per Marshall e Adams (che resterà indietro per assistere il compagno). Shackleton e Wild raggiungono la meta nella tarda giornata del 28 febbraio, ma non trovano la nave ad attenderli. Nella speranza che la Nimrod non sia troppo lontana danno fuoco ad un piccolo rifugio di legno utilizzato per osservazioni magnetiche. Il segnale viene colto dalla nave che, ancorata nei pressi della vicina lingua glaciale Erebus, si avvicina sino a scorgere Shackleton e Wild il quale successivamente scriverà «nessun oggetto più gioioso fu mai visto occhio umano». Ci vollero altri tre giorni prima che Adams e Marshall venissero recuperati dalla Barriera, ma il 4 marzo, con tutti i suoi uomini al sicuro a bordo della Nimrod, Shackleton può ordinare di far rotta verso casa.

## Dopo la spedizione

### Il ritorno in Inghilterra
Il 23 marzo 1909 Shackleton sbarca in Nuova Zelanda e telegrafa un racconto esclusivo di 2 500 parole al quotidiano londinese Daily Mail. Shackleton riceve i complimenti e le lodi da diversi esploratori tra cui Nansen e Amundsen, ma l'accoglienza della Royal Geographical Society (RGS) è piuttosto fredda. Il 14 giugno Shackleton arriva alla stazione Charing Cross di Londra dove trova ad attenderlo una folla festante che comprende l'allora presidente della RGS Leonard Darwin ed un riluttante capitano Scott. I sentimenti di Scott non impediranno però all'esploratore di utilizzare nella sua prossima missione la combinazione logistica appena sperimentata da Shackleton.

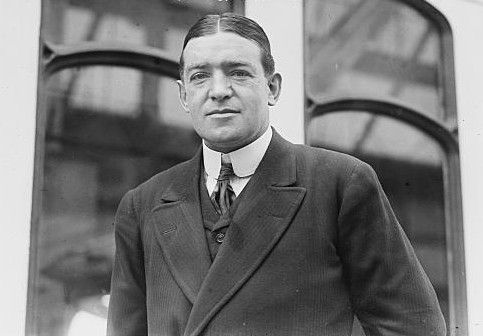
Ernest Shackleton

### Controversie sulFarthest South
Poco dopo il ritorno di Shackleton nel Regno Unito, uno dei vecchi presidenti della RGS, Clements Markham, mette privatamente in dubbio la latitudine rivendicata dalla spedizione. La principale ragione per contestare il risultato raggiunto era che, dopo il 3 gennaio, tutte le misurazioni erano state effettuate mediante la tecnica della navigazione stimata (dead reckoning), che considera velocità e tempo trascorso. La posizione del 3 gennaio venne fissata in 87°22′S, gli appunti di Shackleton sui movimenti dei giorni seguenti rilevano una distanza media giornaliera di 15 miglia (24 km). Il 9 gennaio invece il gruppo riesce a percorrere 18 miglia (29 km) in cinque ore nel tentativo di stabilire il loro Farthest South, e la stessa distanza è percorsa nelle cinque ore del viaggio di ritorno. Si trattava però di un percorso fatto "mezzo correndo e mezzo camminando", senza l'intralcio delle provviste e delle attrezzature, volutamente lasciate in un campo arretrato. Ognuno dei quattro esploratori ha confermato indipendentemente la latitudine raggiunta e nessun altro ha messo in dubbio le loro parole.

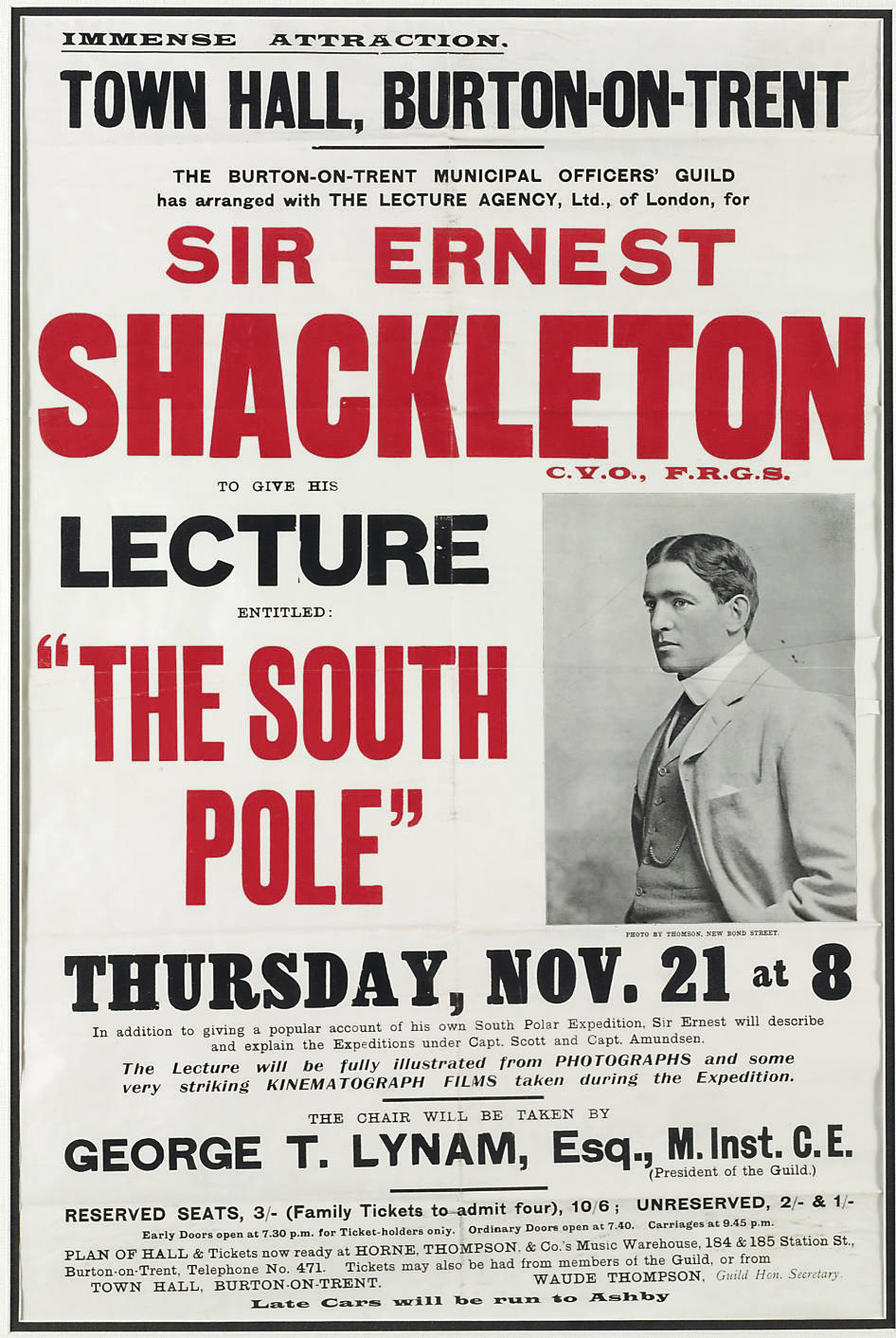
La locandina di una delle conferenze tenute da Shackleton dopo la spedizione

### Riconoscimenti
Dopo poco Shackleton inizia a ricevere i primi riconoscimenti ufficiali. Re Edoardo VII gli conferisce l'Ordine Reale Vittoriano che successivamente attribuirà all'esploratore l'Ordine dell'Impero Britannico. Il RGS gli assegna una medaglia d'oro anche se apparentemente con qualche riserva — «Non proponiamo di forgiare una Medaglia grande quanto quella conferita al capitano Scott» annota un ufficiale. Anche se agli occhi del pubblico Shackleton è un eroe, le ricchezze sperate non si materializzarono. I crescenti costi della spedizione e la necessità di far fronte ai debiti contratti fecero avvicinare pericolosamente l'esploratore alla bancarotta che venne evitata soltanto grazie ad un contributo governativo di 20 000 £.

### Gli anni successivi
Il Farthest South stabilito dalla spedizione Nimrod resistette per meno di tre anni, cioè sino a quando Amundsen non lo infrangerà della sua corsa verso il Polo Sud del 1911. Shackleton continuerà comunque a godere della stima del norvegese: «quello che Nansen è per il nord, Shackleton è per il sud». Terminata la corsa al Polo, Shackleton progetta una nuova sfida: la traversata del continente, dal mare di Weddell al mare di Ross che tenterà, invano, nella spedizione Endurance del 1914-17. Altri membri della spedizione Nimrod raggiungeranno la fama degli anni seguenti. Edgeworth David, Adams, Mawson e Priestley riceveranno l'Ordine dell'Impero Britannico, gli ultimi due grazie a successive esplorazioni polari anche se non seguiranno più Shackleton in Antartide. La Nimrod viene venduta poco dopo il ritorno in Inghilterra. Terminerà i suoi viaggi contro un 
banco di sabbia al largo di Norfolk il 31 gennaio 1919, 10 anni dopo il termine della spedizione. Solo due dei dodici membri dell'equipaggio saranno recuperati.

### Il centenario
Nel gennaio 2009 per celebrare i 100 anni dalla spedizione, i discendenti dei quattro membri del gruppo del Farthest South (Worsley, Shackleton, Adams e Wild) hanno organizzato la Matrix Shackleton Centenary Expedition ripercorrendo le orme dei loro antenati compreso l'arrestarsi a 88°23′S.

## Membri della spedizione

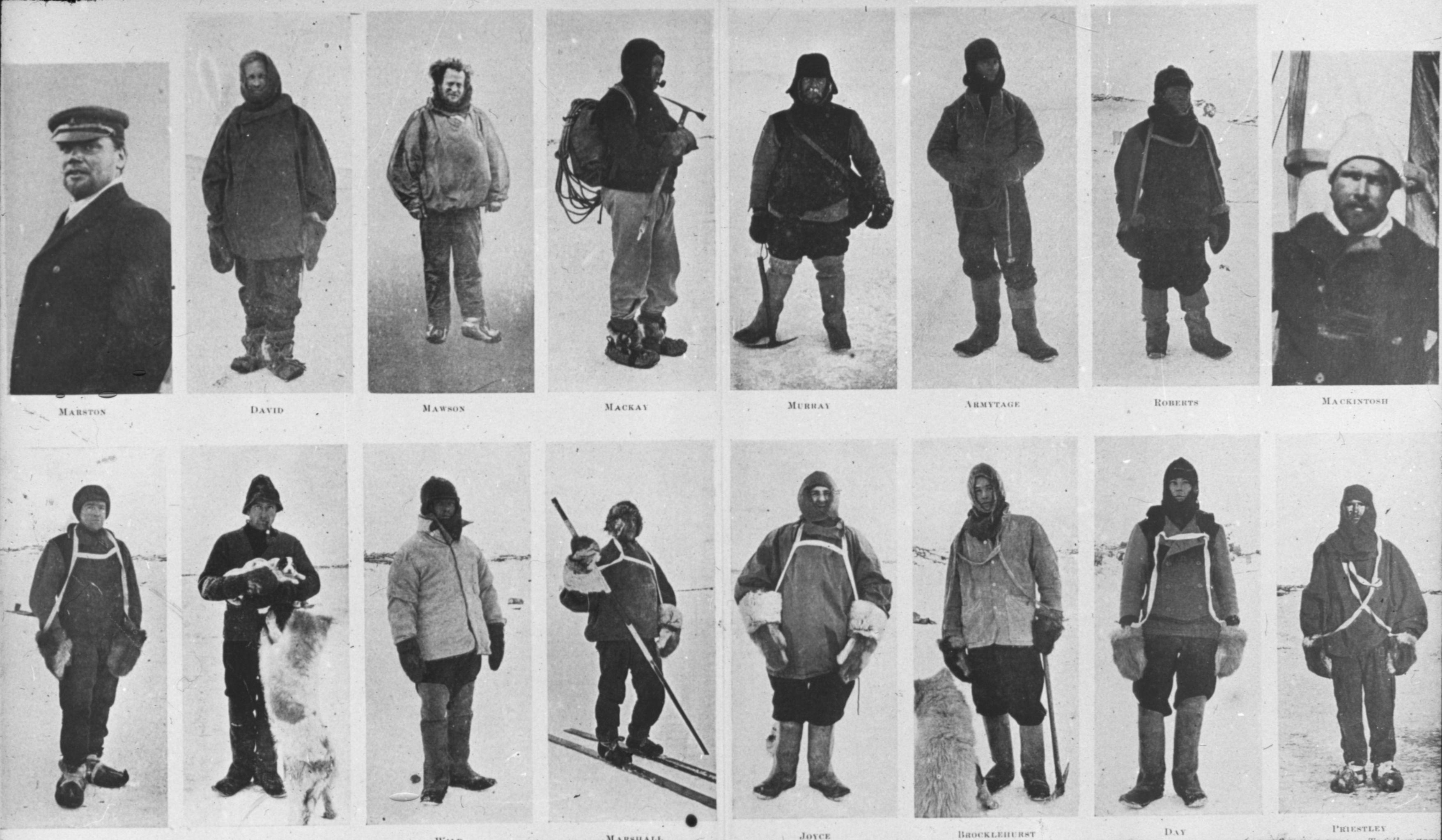
I membri della spedizione Nimrod.
Da sinistra a destra, fila superiore: Marston, David, Mawson, Mackay, Murray, Armytage, Roberts, Mackintosh.
Fila inferiore: Shackleton, Adams, Wild, Marshall, Joyce, Brocklehurst, Day, Priestley

Di seguito i membri della spedizione. Tra loro sono inclusi alcuni uomini dell'equipaggio della Nimrod:
- Ernest Shackleton, comandante
- Jameson Boyd Adams, secondo in comando e meteorologo
- Bertram Armytage
- Philip Lee Brocklehurst, assistente geologo
- Alfred Cheetham, terzo ufficiale e nostromo.
- Edgeworth David, direttore dello staff scientifico, geologo
- John King Davis, primo ufficiale
- Bernard Day, elettricista, meccanico
- Henry Dunlop, ingegnere capo
- Rupert England, capitano
- Ernest Joyce, zoologo
- Alistair Mackay, assistente medico
- Æneas Mackintosh, secondo ufficiale
- Eric Marshall, medico, cartografo
- George Marston, artista
- Douglas Mawson, fisico
- William Michell, medico
- James Murray, biologo
- Raymond Priestley, geologo
- William Roberts, cuoco
- Frank Wild, autista, meccanico